# Windei (vogel)
Windeieren zijn eieren zonder hun kalkschaal oftewel enkel de vruchtzak; de eieren zijn hierdoor niet levensvatbaar. (Een scheet of hanenei zijn eieren zonder dooier).

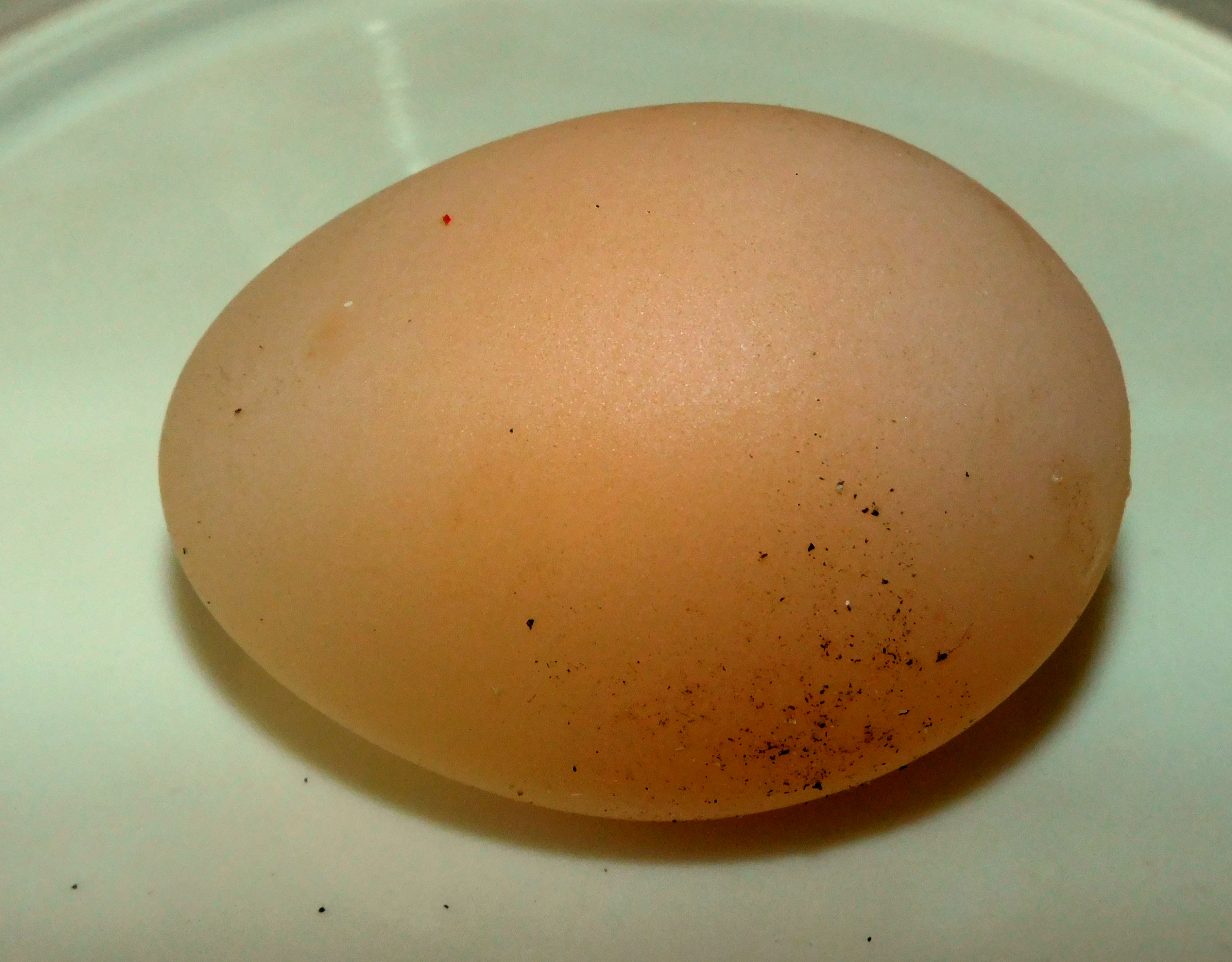
liggend windei, de onderzijde is ingedrukt

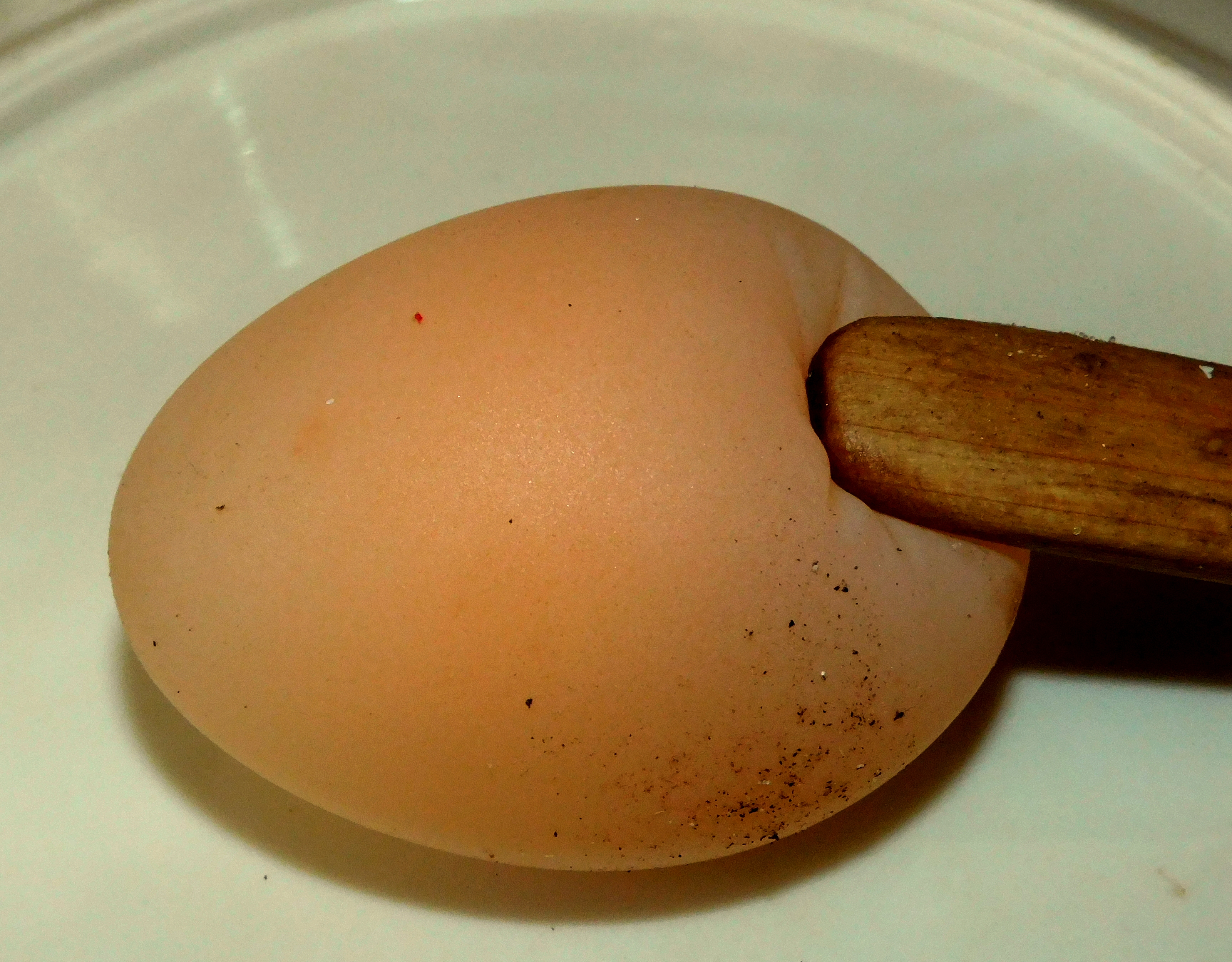
Het is eenvoudig het ei in te drukken

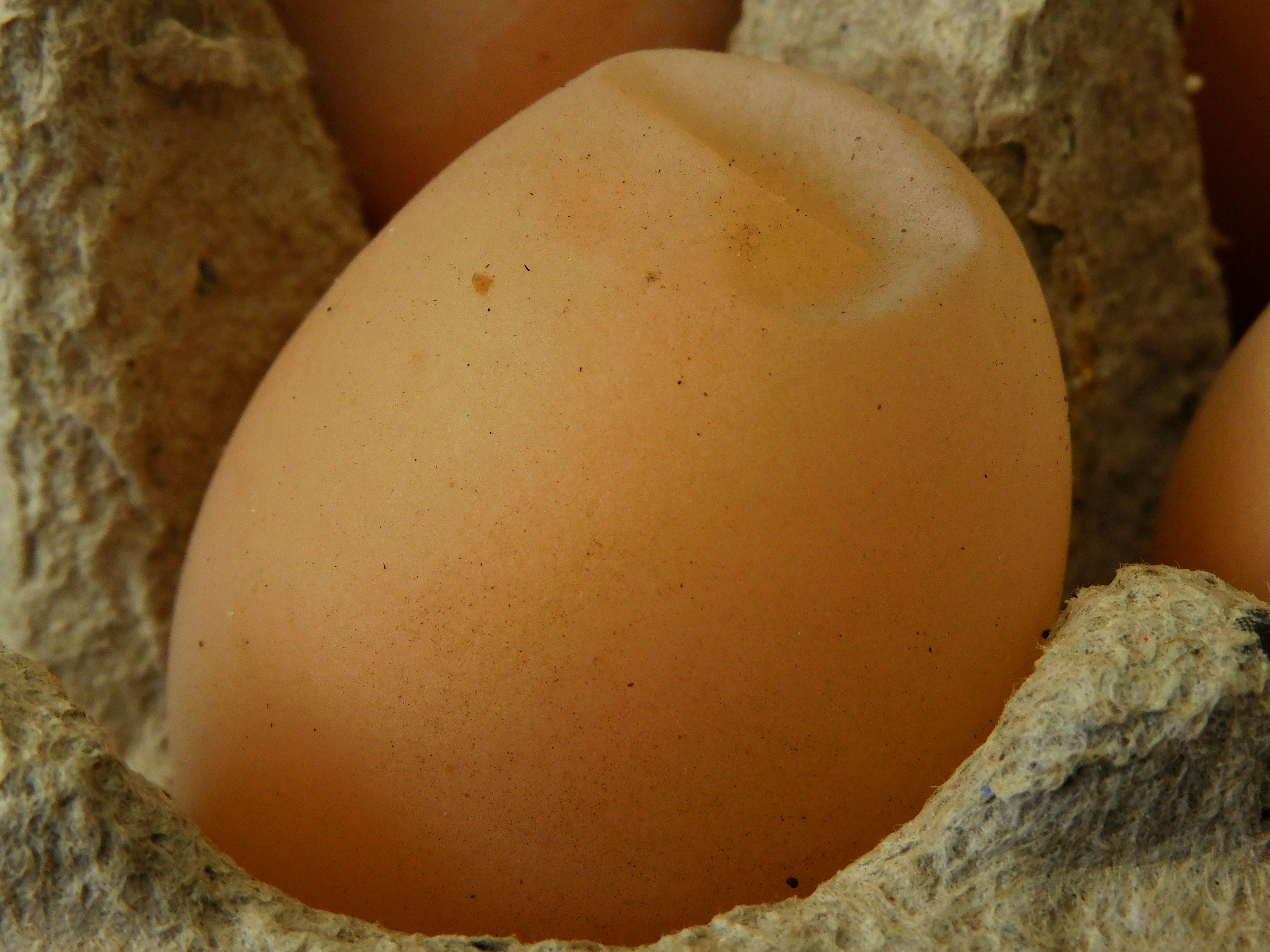
Ondersteund in een eierdoos zakken de elastische vliezen in.

## Etymologie
De term werd ontleend aan het Latijnse ova subventanea. Ova betekent ei, ventus betekent wind: men meende dat windeieren door de wind oftewel door de adem van de goden werden bevrucht.

## Oorzaak
De oorzaak van windeieren is een tekort aan calcium bij de vogel. Het is mogelijk dat dit bij de vogel zelf ligt, maar kan ook duiden op een calciumtekort in het voer. Het lichaam van de vogel bevat dan te weinig kalk om de schaal van het ei te kunnen vormen.
Ook stress en slechte slaapgewoonten kunnen een invloed hebben. Een andere oorzaak is Egg Drop Syndrome, een infectie met een bepaald type aviair adenovirus.
Doordat de inhoud van het ei (eiwit, dooier enz.) alleen omhuld wordt door het binnenste en buitenste eivlies is het ei min of meer elastisch en erg kwetsbaar.
Bij kippen gebeurt het geregeld dat zo'n ei door de hen zelf of soortgenoten wordt verorberd.

## Behandeling
Om de windeieren te voorkomen, is het noodzakelijk om de vogel extra calcium toe te dienen. Dit kan bijvoorbeeld door karnemelk door het water te mengen of door gemalen schelpen of eierschalen door het voer te mengen.
Door het toedienen van extra vitamine D kan men de opname van kalk door het lichaam stimuleren.
In zeer zeldzame gevallen kunnen windeieren duiden op een ontsteking van de eileiders of op paratyfus.

## Spreekwoordelijk
De term wordt gebruikt in de zegswijze "dat zal geen windeieren leggen": dit betekent dat men verwacht substantieel voordeel te behalen op het onderwerp. 